# Javier Noblejas
Francisco Javier García-Noblejas Hernanz, meist nur Javier Noblejas (* 18. März 1993 in Madrid) ist ein spanischer Fußballspieler. Seine bevorzugte Position ist die linke Außenverteidigung. Derzeit steht er bei Sporting Gijón unter Vertrag.

## Karriere

### Verein
Javier Noblejas begann im Alter von sieben Jahren bei CD Las Rozas mit dem Fußballspielen. Mit neun Jahren wechselte er in die Juniorenakademie von Real Madrid, wo er von der U-11 (Alevín B) bis zur A-Jugend sämtliche Mannschaften durchlief. Aufgrund seiner starken Leistungen in der U-19, debütierte er am 13. März 2011 in der Zweitmannschaft des Klubs Real Madrid Castilla.
Die Saison 2011/12 bestritt er in die Drittmannschaft des Vereins, die in der Tercera División spielte. Mit dieser gelang ihm zur Spielzeit 2012/13 der Aufstieg in die Segunda División B.
Im Sommer 2013 stieg er in den Kader von Real Madrid Castilla auf und feierte am 23. November dieses Jahres gegen CD Numancia sein Debüt in der Segunda División.
Zur Saison 2015/16 wechselte Noblejas er zum Erstligisten FC Getafe. Im Januar 2016 wechselte er zum Zweitligisten FC Elche.

### Nationalmannschaft
Javier Noblejas bestritt im März 2012 für sein Land im Zuge der Vorbereitung für die U-19-Europameisterschaft zwei Spiele gegen Montenegro, stand aber letztlich nicht im Kader der Spanier für die Endrunde.